# Самоволя
Самово́ля — село в Україні, у Павлівській сільській громаді Володимирського району Волинської області. Населення становить 388 осіб. В селі є дитячий садочок, початкова школа, клуб та два магазини.

## Географія
Біля села розташований Загальнозоологічний заказник «Павлівський».

## Історія
У 1906 році село Порицької волості Володимир-Волинського повіту Волинської губернії. Відстань від повітового міста 37 верст, від волості 8. Дворів 58, мешканців 295.
До 15 серпня 2016 року село належало до Павлівської сільської ради.
12 червня 2020 року, відповідно до розпорядження Кабінету Міністрів України № 708-р «Про визначення адміністративних центрів та затвердження територій територіальних громад Волинської області», увійшло до складу Павлівської сільської територіальної громади.
19 липня 2020 року, в результаті адміністративно-територіальної реформи та ліквідації  Іваничівського району, село увійшло до новоутвореного Володимир-Волинського району (від 18 липня 2022 Володимирського).

## Населення
Згідно з переписом УРСР 1989 року чисельність наявного населення села становила 382 особи, з яких 170 чоловіків та 212 жінок.
За переписом населення України 2001 року в селі мешкали 384 особи.

### Мова
Розподіл населення за рідною мовою за даними перепису 2001 року:
| Мова       | Відсоток |
| ---------- | -------- |
| українська | 99,23 %  |
| білоруська | 0,26 %   |
| молдовська | 0,26 %   |
| російська  | 0,26 %   |